# Айдин (Казахстан)
Айди́н (каз. Айдын) — село у складі Кзилкогинського району Атирауської області Казахстану. Входить до складу Жамбильського сільського округу.
Населення — 60 осіб (2021; 146 у 2009, 215 у 1999, 188 у 1989).